# Távora (Duero)
Der Távora (portugiesisch Rio Távora) ist ein linker (südlicher) Nebenfluss des Douro mit einer Länge von ca. 46 km, der durch die Distrikte Guarda und Viseu in Portugal fließt. Er entspringt in der Nähe der Stadt Trancoso im Distrikt Guarda und mündet ca. 1 km unterhalb der Gemeinde Valença do Douro im Distrikt Viseu in den Douro.
Der Távora wird von der Talsperre Vilar zu einem Stausee (portugiesisch Albufeira da Barragem de Vilar) aufgestaut.

Rio Távora
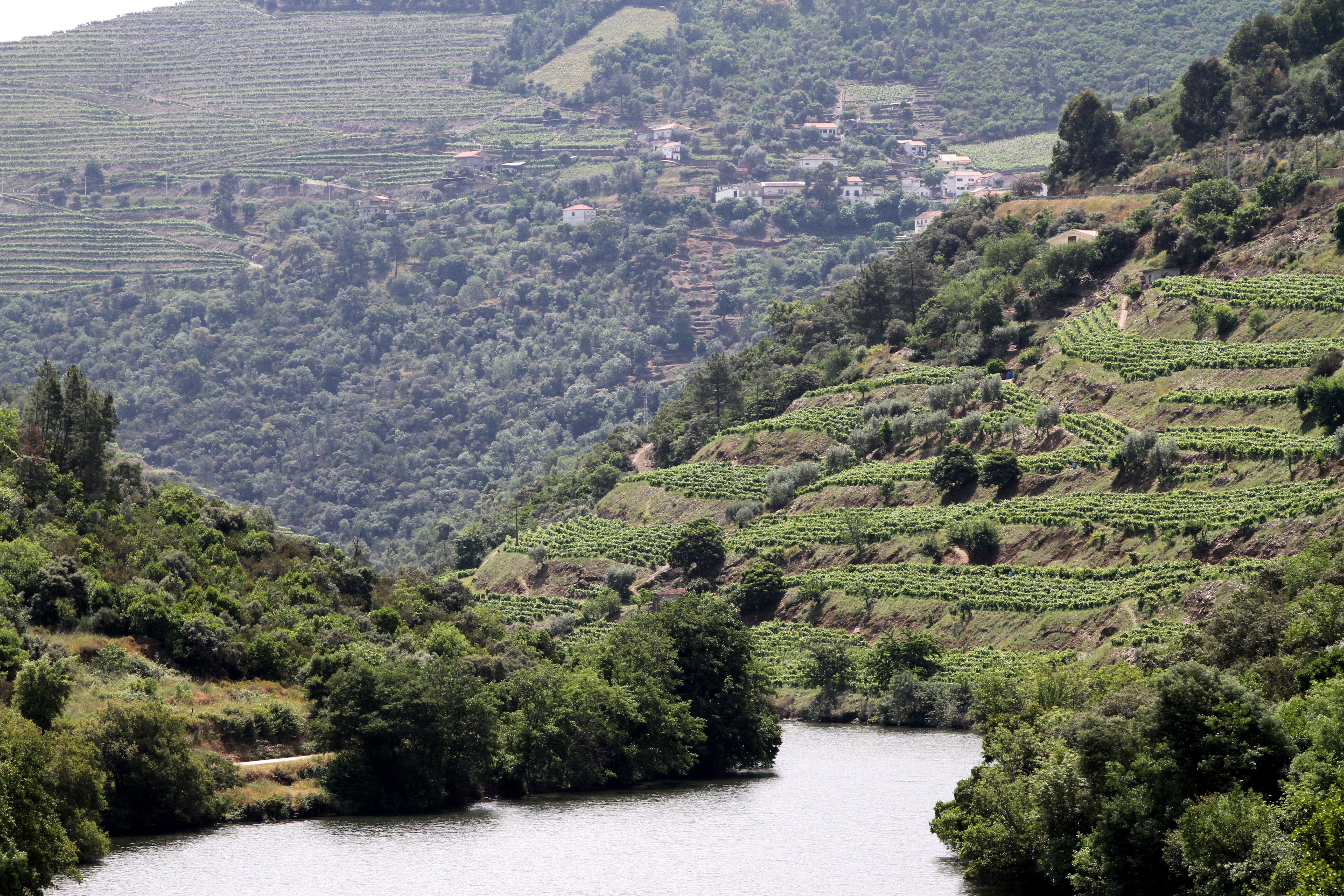
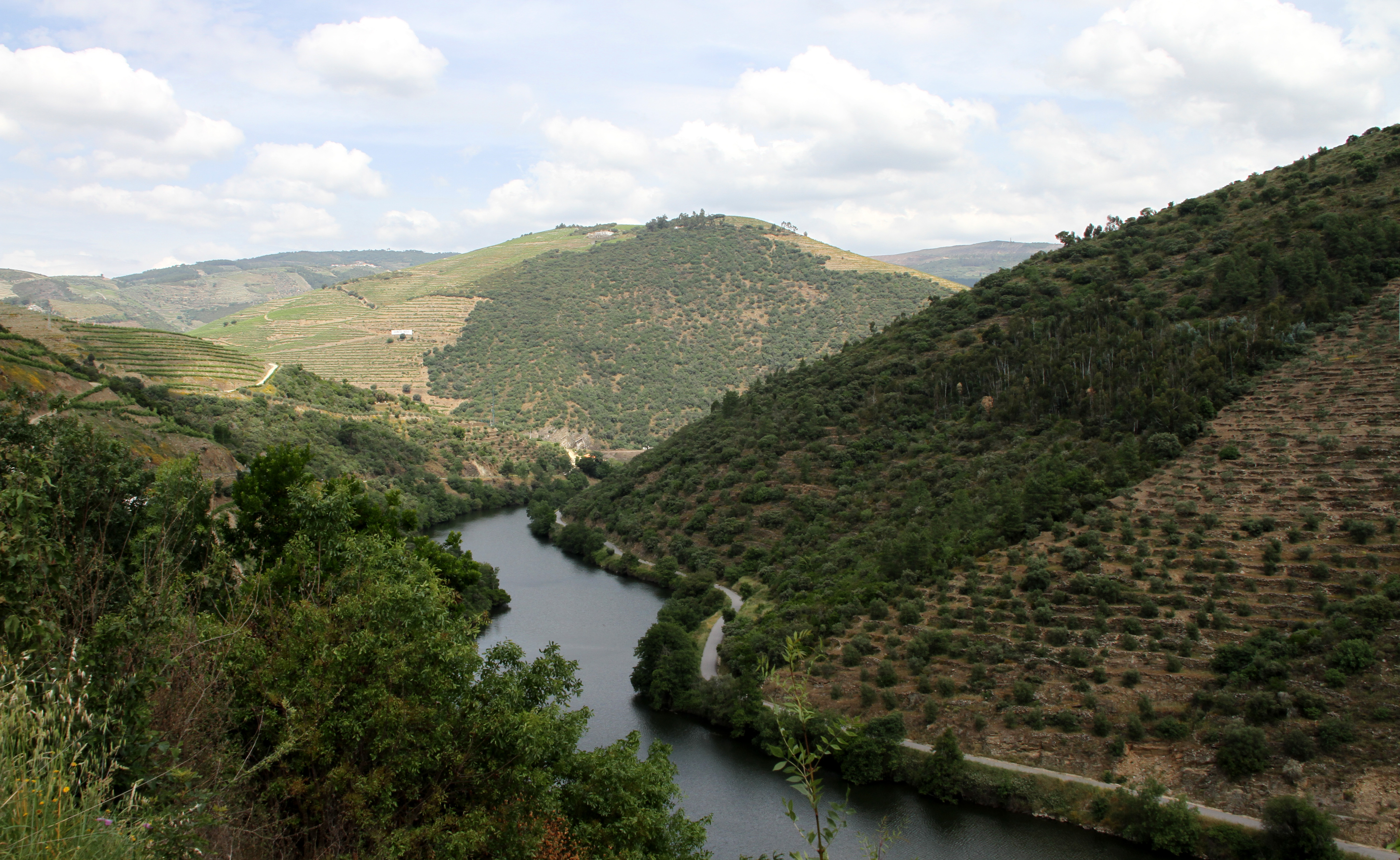
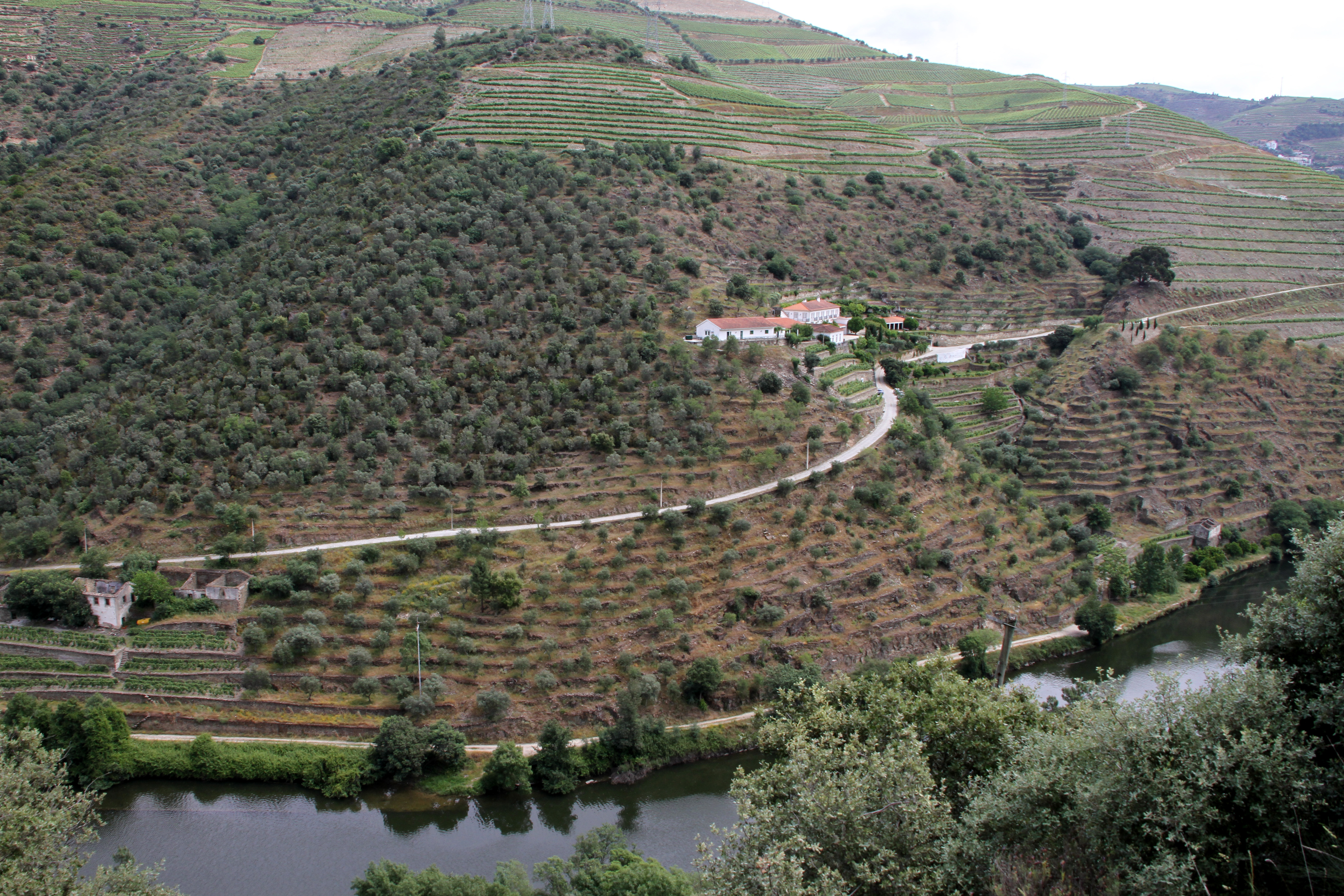
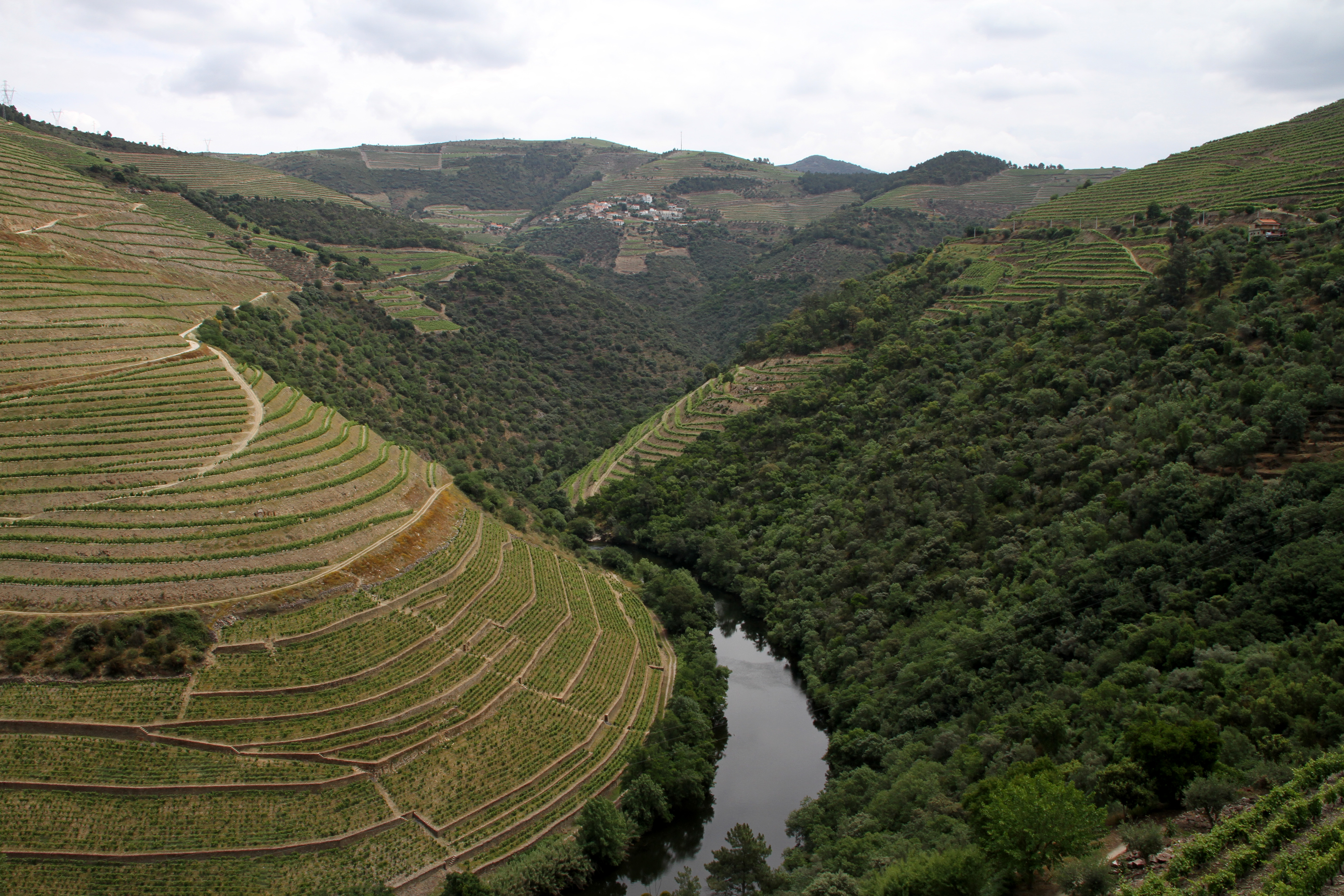
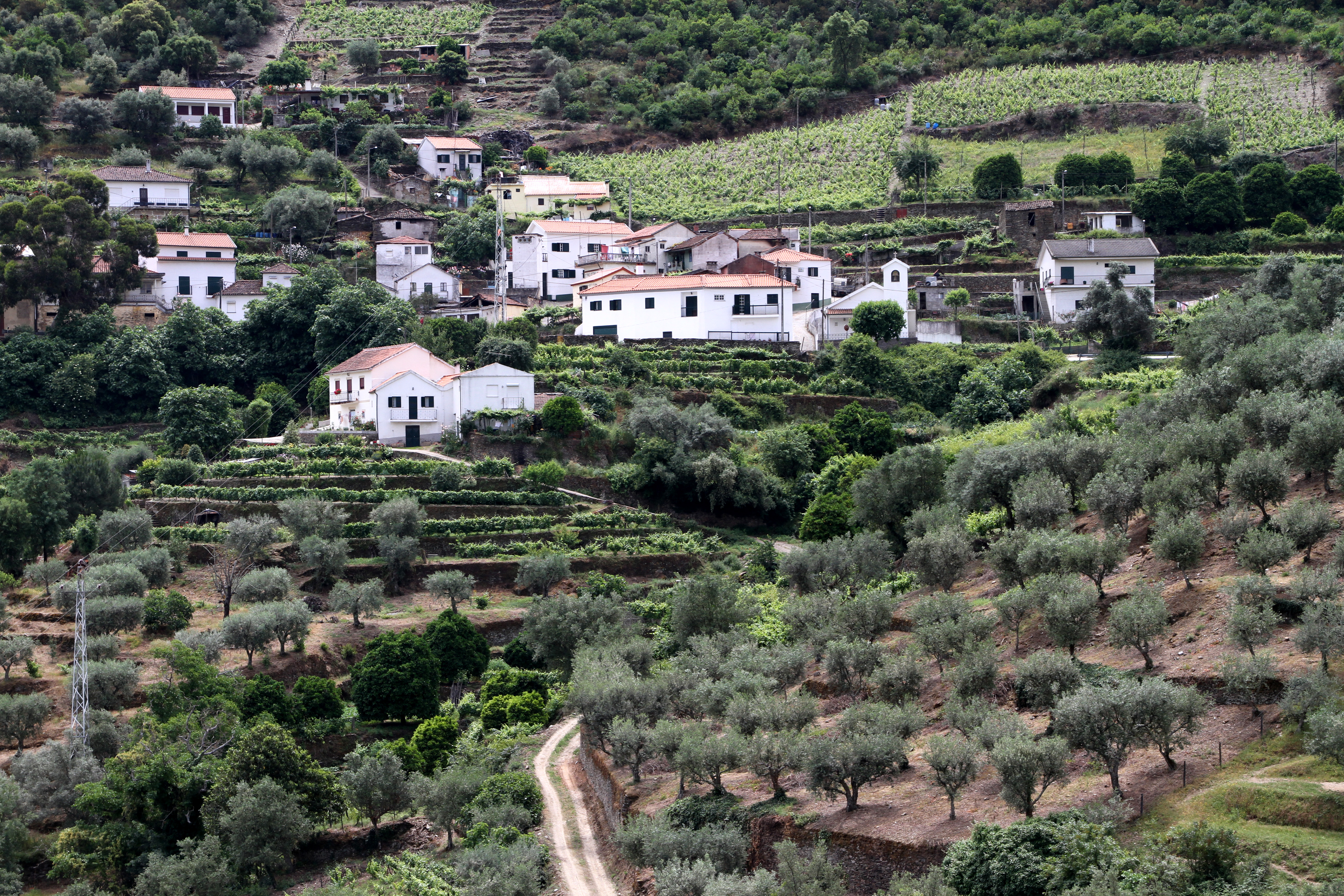
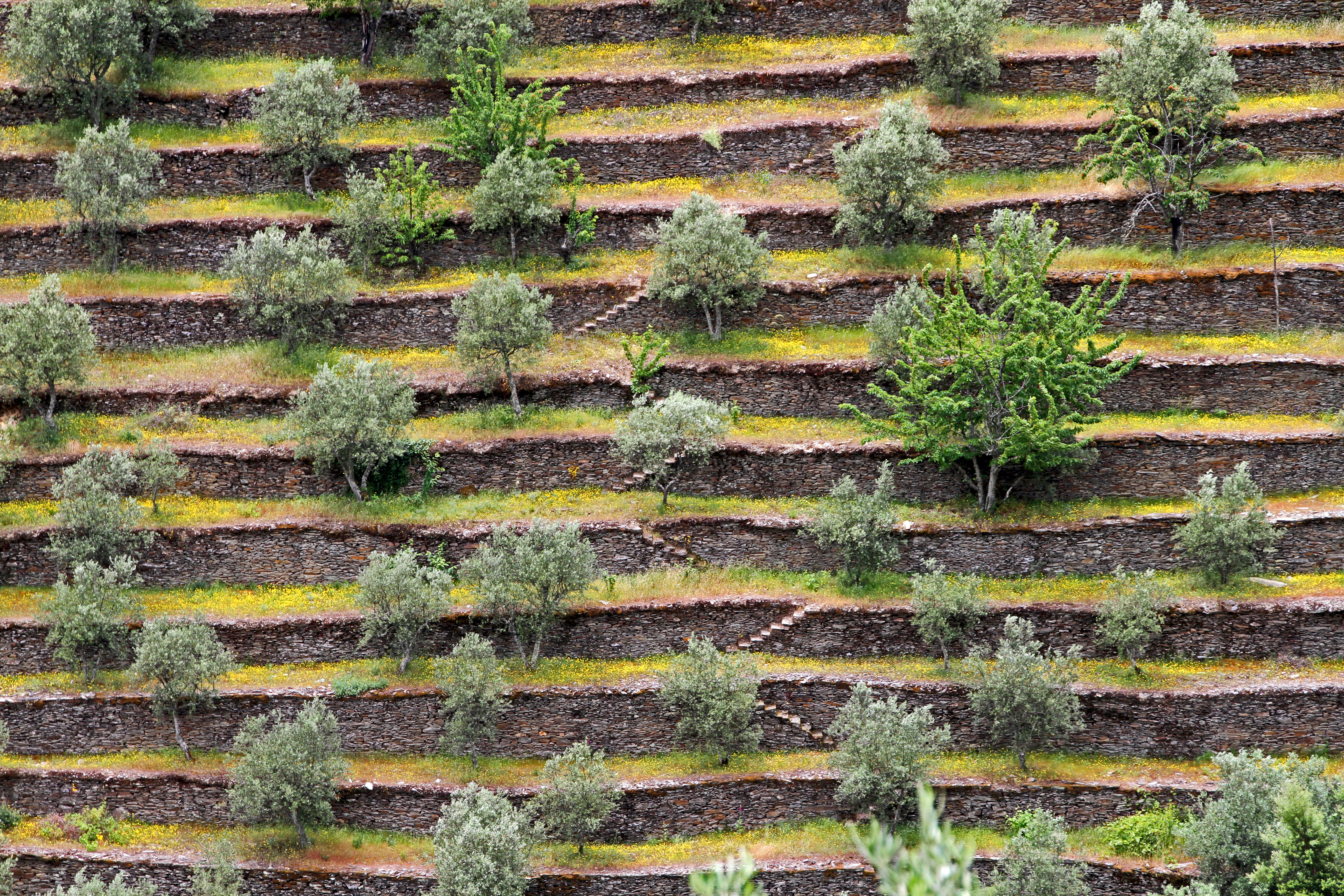